# La Cua
La Cua, és una partida en part constituïda per camps de conreu del terme municipal de Conca de Dalt, al Pallars Jussà, a l'antic terme de Toralla i Serradell, en el territori del poble d'Erinyà. És al costat mateix d'Erinyà, al sud-est. És al sud-est de les Vies i al sud-oest de les Vies i al nord-oest de les Rieres. Queda a l'esquerra i a prop del riu de Serradell.